# Messier 53
Messier 53 (M53 o NGC 5024) és un cúmul globular situat a la constel·lació de la Cabellera de Berenice. Va ser descobert per Johann Elert Bode el 3 de febre 1775, posteriorment i independentment per Charles Messier en 1777. William Herschel va ser el primer que hi va resoldre estrelles.
M53 és un dels cúmuls globulars més llunyans que es coneixen, situar al voltant de 58 000 d'anys llum del sistema solar. A aquesta distància, el seu diàmetre angular aparent de 12,6 minuts d'arc correspon a un diàmetre de 250 anys llum. El cúmul s'acosta al sistema solar a una velocitat compresa entre 75 i 115 km/s.
M53 conté 47 estrelles variables de tipus RR Lyrae.

## Observació
M53 és força fàcil de localitzar, es troba a prop d'1º al nord-est de l'estrella binària α Comae.